# 苏·巴哈杜尔·莱
昂山都利耶苏·巴哈杜尔·莱二等兵是获得昂山都利耶勋章的唯一緬甸廓爾喀人，该勋章是缅甸最高荣誉勋章。
1950年，他在缅甸掸邦大其力的战役中被李弥领导的国民党军队杀死。在整场战役中，他英勇无畏，杀死了数名敌方战斗人员。
苏·巴哈杜尔·莱被温茂总统追授昂山都利耶勋章。
仰光市中心的“昂山都利耶”苏·巴哈杜尔·莱街以他的名字命名。